# Umbrărești
Umbrărești – wieś w Rumunii, w okręgu Gałacz, w gminie Umbrărești. W 2011 roku liczyła 1920 mieszkańców.